# Abu Dhabi WTA Women's Tennis Open 2021
L'Abu Dhabi WTA Women's Tennis Open 2021 è stato un torneo professionistico di tennis giocato all'aperto sul cemento. È stata la prima edizione del torneo facente parte della categoria WTA 500 nell'ambito del WTA Tour 2021. Il torneo, che è stato anche il primo dell'anno, si è svolto nell'impianto Zayed Sports City International Tennis Centre di Abu Dhabi negli Emirati Arabi Uniti, dal 6 al 13 gennaio 2021.

## Partecipanti al singolare

### Teste di serie
| Nazionalità | Giocatrice             | Ranking* | Testa di serie |
| ----------- | ---------------------- | -------- | -------------- |
| Stati Uniti | Sofia Kenin            | 4        | 1              |
| Ucraina     | Elina Svitolina        | 5        | 2              |
| Rep. Ceca   | Karolína Plíšková      | 6        | 3              |
| Bielorussia | Aryna Sabalenka        | 10       | 4              |
| Spagna      | Garbiñe Muguruza       | 15       | 5              |
| Kazakistan  | Elena Rybakina         | 19       | 6              |
| Belgio      | Elise Mertens          | 20       | 7              |
| Rep. Ceca   | Markéta Vondroušová    | 21       | 8              |
| Grecia      | Maria Sakkarī          | 22       | 9              |
| Estonia     | Anett Kontaveit        | 23       | 10             |
| Stati Uniti | Jennifer Brady         | 24       | 11             |
| Rep. Ceca   | Karolína Muchová       | 27       | 12             |
| Kazakistan  | Julija Putinceva       | 28       | 13             |
| Stati Uniti | Amanda Anisimova       | 30       | 14             |
| Tunisia     | Ons Jabeur             | 31       | 15             |
| Croazia     | Donna Vekić            | 32       | 16             |
| Russia      | Ekaterina Aleksandrova | 33       | 17             |

* Ranking al 21 dicembre 2020.

### Altre partecipanti
Le seguenti giocatrici sono entrate in tabellone con il ranking protetto:
- Jaroslava Švedova
- Zhu Lin

La seguente giocatrice è entrata in tabellone come alternate:
- Ulrikke Eikeri

Le seguenti giocatrici sono passate dalle qualificazioni:

- Anna Bondár
- Kateryna Bondarenko
- Anastasija Gasanova
- Amandine Hesse
- Lucie Hradecká
- Lucrezia Stefanini
- Bianca Turati
- Yang Zhaoxuan

Le seguenti giocatrici sono entrate in tabellone come lucky loser:
- Jodie Burrage
- Valentini Grammatikopoulou
- Despina Papamichail

### Ritiri
Prima del torneo
- Amanda Anisimova → sostituita da  Ulrikke Eikeri
- Belinda Bencic → sostituita da  Vera Zvonarëva
- Sorana Cîrstea → sostituita da  Despina Papamichail
- Danielle Collins → sostituita da  Tamara Zidanšek
- Fiona Ferro → sostituita da  Jodie Burrage
- Caroline Garcia → sostituita da  Jasmine Paolini
- Svetlana Kuznecova → sostituita da  Wang Xiyu
- Elise Mertens → sostituita da  Valentini Grammatikopoulou
- Jeļena Ostapenko → sostituita da  Marta Kostjuk
- Kateřina Siniaková → sostituita da  Aljaksandra Sasnovič
- Patricia Maria Țig → sostituita da  Anastasija Potapova
- Alison Van Uytvanck → sostituita da  Jamie Loeb
- Zheng Saisai → sostituita da  Leylah Annie Fernandez

Durante il torneo
- Kirsten Flipkens
- Karolína Muchová

## Partecipanti al doppio

### Teste di serie
| Nazione       | Giocatore        | Nazione     | Giovatore           | Ranking* | Testa di serie |
| ------------- | ---------------- | ----------- | ------------------- | -------- | -------------- |
| Taipei cinese | Hsieh Su-wei     | Rep. Ceca   | Barbora Krejčíková  | 8        | 1              |
| Belgio        | Elise Mertens    | Bielorussia | Aryna Sabalenka     | 11       | 2              |
| Stati Uniti   | Nicole Melichar  | Paesi Bassi | Demi Schuurs        | 23       | 3              |
| Belgio        | Kirsten Flipkens | Francia     | Kristina Mladenovic | 33       | 4              |
| Giappone      | Shūko Aoyama     | Giappone    | Ena Shibahara       | 45       | 5              |
| Cile          | Alexa Guarachi   | Stati Uniti | Desirae Krawczyk    | 51       | 6              |
| Cina          | Xu Yifan         | Cina        | Yang Zhaoxuan       | 64       | 7              |
| Stati Uniti   | Hayley Carter    | Brasile     | Luisa Stefani       | 68       | 8              |

* Ranking aggiornato al 21 dicembre 2020.

### Altre partecipanti
Le seguenti coppie sono entrate in tabellone con il ranking protetto:
- Kateryna Bondarenko /  Nadežda Kičenok
- Elena Rybakina /  Jaroslava Švedova

La seguente coppia è entrata in tabellone come alternate:
- Jasmine Paolini /  Martina Trevisan
- Nadia Podoroska /  Sara Sorribes Tormo

### Ritiri
Prima del torneo
- Kirsten Flipkens /  Kristina Mladenovic → sostituite da  Jasmine Paolini /  Martina Trevisan
- Elise Mertens /  Aryna Sabalenka → sostituite da  Nadia Podoroska /  Sara Sorribes Tormo

Durante il torneo
- Karolína Muchová /  Markéta Vondroušová

## Punti
| Evento    | V   | F   | SF  | QF  | 3T   | 2T | 1T | Q    | Q2   | Q1   |
| Singolare | 470 | 305 | 185 | 120 | 55   | 30 | 1  | 25   | 13   | 1    |
| Doppio    | 470 | 305 | 185 | 120 | N.D. | 55 | 1  | N.D. | N.D. | N.D. |

## Montepremi
| Evento    | V       | F       | SF      | QF      | 3T     | 2T     | 1T     | Q    | Q2     | Q1     |
| Singolare | $68 570 | $50 130 | $26 745 | $12 675 | $6 480 | $4 100 | $2 500 | N.D. | $1 925 | $1 000 |
| Doppio    | $20 890 | $13 370 | $8 350  | $4 310  | N.D.   | $2 670 | $2 020 | N.D. | N.D.   | N.D.   |

## Campionesse

### Singolare
Aryna Sabalenka ha sconfitto in finale  Veronika Kudermetova con il punteggio di 6-2, 6-2.
- È il decimo titolo in carriera per Sabalenka, primo della stagione.

### Doppio
Shūko Aoyama /  Ena Shibahara hanno sconfitto in finale  Hayley Carter /  Luisa Stefani con il punteggio di 7–6(5), 6-4.